# Potentilla geranioides
Potentilla geranioides är en rosväxtart. Potentilla geranioides ingår i Fingerörtssläktet som ingår i familjen rosväxter.

## Underarter
Arten delas in i följande underarter:
- P. g. geranioides
- P. g. syriaca